# Critics Choice Association
De Critics Choice Association (CCA), voorheen de Broadcast Film Critics Association (BFCA), is een vereniging van televisie-, radio- en onlinecritici die films en televisieprogramma's recenseren. De vereniging werd opgericht in 1995 en is de grootste organisatie voor filmcritici in de Verenigde Staten en Canada. De organisatie reikt de Critics' Choice Awards uit, met als doel jaarlijks films (met de Critics' Choice Movie Awards en de Critics' Choice Super Awards), televisieprogramma's (met de Critics' Choice Real TV Awards, de Critics' Choice Super Awards en de Critics' Choice Television Awards) en documentaires (met de Critics' Choice Documentary Awards) te bekronen.

## Geschiedenis
De vereniging werd in 1995 opgericht door Joey Berlin en Rod Lurie als de Broadcast Film Critics Association. Ten tijde van de eerste prijsuitreiking had de vereniging 44 leden en groeide uit tot 500 leden in de jaren 2020. In 2019 fuseerde de vereniging met de Broadcast Television Journalists Association. De vereniging zond de filmprijzen en televisieprijzen oorspronkelijk afzonderlijk uit, maar deze evenementen werden in 2016 gecombineerd tot een drie uur durend evenement.
Vanaf 2016 organiseert de Critics Choice Association een aparte prijs voor documentaires, de Critics' Choice Documentary Award. De prijs voor beste documentaire wordt sindsdien tijdens deze ceremonie uitgereikt.
In 2021 vond de uitreiking van de eerste Critics' Choice Super Awards plaats. Drie categorieën - beste animatiefilm, beste actiefilm en beste sciencefiction/horrorfilm - worden nu uitgereikt tijdens deze nieuwe film- en televisieprijs.

## Prijzen
- Critics' Choice Awards
  - Critics' Choice Movie Awards
  - Critics' Choice Television Awards
- Critics' Choice Super Awards
- Critics' Choice Real TV Awards
- Critics' Choice Documentary Awards